# Aleurothrixus lucumai
Aleurothrixus lucumai is een halfvleugelig insect uit de familie witte vliegen (Aleyrodidae), onderfamilie Aleyrodinae.
De wetenschappelijke naam van deze soort is voor het eerst geldig gepubliceerd door Costa Lima in 1942.